# Barbier (månekrater)
Barbier er et nedslagskrater på Månen. Det befinder sig på den sydlige halvkugle på Månens bagside og er opkaldt efter den franske
astronom Daniel Barbier (1907-1965).
Navnet blev officielt tildelt af den Internationale Astronomiske Union (IAU) i 1970. 

## Omgivelser
Barbier danner par med Cyranokrateret mod nord-nordvest, og det ligger sydøst for den enorme bjergomgivne slette Garagin. Sydvest for Barbierkrateret ligger Sierpinskikrateret, og mod sydøst ligger Mare Ingenii.

## Karakteristika
Den ydre rand af Barbierkrateret er blevet noget eroderet af senere nedslag, særligt i den nordlige ende, hvor adskillige småkratere har nedbrudt den. Der ligger et lille krater over den østlige rand, og den sydlige rand er bredere og af irregulær form. Der ligger endvidere et lille krater nær ved, hvor en central top skulle have ligget, let forskudt mod øst i forhold til kratermidten.

## Satellitkratere
De kratere, som kaldes satellitter, er små kratere beliggende i eller nær hovedkrateret. Deres dannelse er sædvanligvis sket uafhængigt af dette, men de får samme navn som hovedkrateret med tilføjelse af et stort bogstav. På kort over Månen er det en konvention at identificere dem ved at placere dette bogstav på den side af satellitkraterets midte, som ligger nærmest hovedkrateret. Barbierkrateret har følgende satellitkratere:
| Barbier | Længde  | Bredde   | Diameter |
| ------- | ------- | -------- | -------- |
| F       | 23,8° S | 158,1° Ø | 14 km    |
| D       | 23,0° S | 160,2° Ø | 24 km    |
| G       | 24,4° S | 160,1° Ø | 17 km    |
| H       | 25,3° S | 160,5° Ø | 17 km    |
| J       | 26,0° S | 160,1° Ø | 43 km    |
| K       | 26,5° S | 159,4° Ø | 7 km     |
| U       | 22,8° S | 155,1° Ø | 38 km    |
| V       | 22,3° S | 154,6° Ø | 29 km    |

## Måneatlas
- Billeder af Barbierkrateret i LPI-måneatlasset